# Panzerbüchse 38

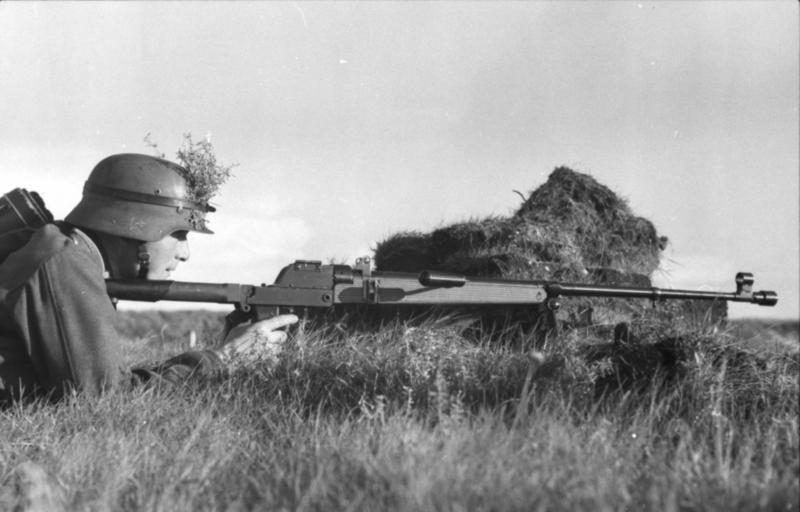
Soldat mit Panzerbüchse

Die Panzerbüchse 38 (auch Panzerabwehrbüchse 38) ist eine deutsche Panzerbüchse, die kurz vor dem Beginn des Zweiten Weltkriegs entwickelt wurde. Sie wurde später zur Panzerbüchse 39 weiterentwickelt.

## Geschichte
Die Panzerbüchse (kurz „Pz. B.“) 38 wurde als leichte Panzerabwehrwaffe bei den Schützenkompanien der Wehrmacht eingesetzt. Vom Heereswaffenamt wurde eine infanteristische Panzerabwehrwaffe gefordert, die nicht mehr als 15 kg wiegen, eine hohe Feuergeschwindigkeit aufweisen und in 100 m Entfernung 30 mm Panzerstahl durchschlagen sollte. Zunächst wurde das Kaliber 13 mm vorgesehen, dies im Laufe der Entwicklung aber auf 7,92 mm geändert. Der Auftrag wurde an die Gustloff-Werke in Suhl vergeben. Im Sommer 1938 begannen die Erprobungen.
Die Pz. B. 38 wurden zwar eingesetzt, allerdings nicht zur Ordonnanz erklärt.
Bereits 1940 im Westfeldzug wurde jedoch klar, dass die Durchschlagskraft für moderne Panzerungen nicht genügte. Völlig veraltet zeigte sich die Waffe schließlich im Krieg gegen die Sowjetunion, als das Feuer der Panzerbüchsenschützen von den T-34-Besatzungen nicht einmal bemerkt wurde.

## Technik
Die Pz. B. 38 ist ein Einzellader mit beweglichem Lauf und Fallblockverschluss. Nach dem Schuss laufen Lauf und Verschluss durch den Rückstoß gegen eine starke Feder zurück. Der Verschluss senkt sich am Ende des Rücklaufes, die Hülse wird ausgeworfen und die Lauf-Verschluss-Einheit wird in der hinteren Stellung festgehalten. Der Schütze legt eine Patrone in das Patronenlager ein und drückt den an der Griffstückrückseite befindlichen Auslösehebel, wodurch der Verschluss hochgleitet und die Feder die Lauf-Verschluss-Einheit vorschiebt. Lediglich vor dem ersten Schuss muss der Schütze von Hand spannen.
Die ersten 122 Pz. B. 38 wurden mit einem in den Gustloffwerken entwickelten „Stützsystem“ ausgerüstet, das sich jedoch nicht bewährte. Daher wurde der Rest des Loses mit dem höhenverstellbaren Zweibein des MG 34 ausgestattet. Um die Staulänge zu verringern, kann die Schulterstütze nach rechts umgelegt werden. Am Schwerpunkt der Waffe ist ein Tragegriff angebracht. Der Lauf ist mit einem trichterförmigen Mündungsfeuerdämpfer versehen.
Rund 400 Stück waren mit einer 36 Schuss fassenden Munitionstrommel versehen, die anderen erhielten die Patronenbehälter 38.

## Munition
Die Waffe ist für die Patrone 318 (7,92 × 94 mm) eingerichtet; die normale Gefechtspatrone war mit einem Spitzgeschoss mit Hartkern, Leuchtspur und einer Reizgaskapsel versehen. Daneben standen Übungspatronen mit Spitzgeschoss ohne Leuchtspur und Reizgaskapsel sowie Platzpatronen mit Holzgeschoss zur Verfügung. Die Patronen wurden im „Patronenbehälter Pz. B. 38“, einem Blechkasten mit Klappdeckel, mitgeführt. Der Patronenbehälter fasste zehn Patronen und wurde auf dem Marsch paarweise in der „Tasche für Patronenbehälter Pz. B. 38“ am Koppel des Schützen getragen; beim Beziehen der Stellung sollten die Behälter dann aus den Taschen genommen und auf Schienen an beiden Seiten des Verschlussgehäuses aufgeschoben werden, sodass die Patronen sich in Griffweite des Schützen befanden.
Die Panzerbüchse hatte ein Kaliber von 7,92 mm, wobei die Hülse auf der Patrone 13,25 × 92 mm HR des Tankgewehrs M1918 basierte, um genügend Pulverraum für die Treibladung zur Verfügung zu haben. Die Durchschlagsleistung lag bei einem Auftreffwinkel von 90° bei 20 mm Panzerung auf 300 m Entfernung und bei 100 m Entfernung ist es 30 mm bei 90° auftreff Winkel

## Zubehör
Zum Tragen der Panzer- bzw. Granatbüchse diente der Gewehrriemen des Karabiners 98k; zur Reinigung das „Reinigungsgerät 34 lang“. Es entsprach dem RG34, das für den Karabiner verwendet wurde, enthielt aber eine längere Reinigungskette. Das Reinigungsgerät der Granatbüchse umfasste zusätzlich das des Schießbechers.

## Herstellung
In den Gustloffwerken wurden bis 1942 1.600 Panzerbüchsen 38 gebaut.